# جون ايسبوسيتو
جون ايسبوسيتو (بالإنجليزية: John Esposito)‏ هو عازف بيانو أمريكي، ولد في 4 مارس 1953 في بروكلين في الولايات المتحدة.

## وصلات خارجية
- جون ايسبوسيتو على موقع ميوزك برينز (الإنجليزية)
- جون ايسبوسيتو على موقع أول ميوزيك (الإنجليزية)
- جون ايسبوسيتو على موقع ديسكوغز (الإنجليزية)